# Poveri noi
Poveri noi è un film del 2025 diretto da Fabrizio Maria Cortese.

## Trama
La ricca famiglia Mariani si trova improvvisamente in guai finanziari ed è costretta a trasferirsi in una zona popolare dove le persone che hanno sempre disprezzato saranno le uniche disposte ad aiutarli.

## Distribuzione
Il film è stato distribuito nelle sale cinematografiche italiane il 19 giugno 2025.